# Breitenbach (Liebochbach)
Der Breitenbach ist ein gut 5,2 Kilometer langer linker Nebenfluss des Liebochbaches in der Steiermark. Er entspringt nordöstlich des Hauptortes von Hitzendorf, nordöstlich der Rotte Niederberg und fließt leicht mäandernt insgesamt nach Südwesten. Südlich des Ortes Hitzendorf und westlich der Rotte Pirka mündet er einige hundert Meter nördlich der L336 und direkt südwestlich der Kläranlage des Abwasserverbandes Nördliches Liebochtal in den Liebochbach, der bald danach nach links abknickt. Auf seinem Lauf nimmt der Breitenbach von links einen unbenannten Bach auf.